# Genesis
Genesis foi uma banda britânica de rock formada em 1967, quando os seus fundadores Anthony Phillips, Peter Gabriel, Mike Rutherford e Tony Banks ainda estudavam na Charterhouse School. O grupo alcançou enorme sucesso nas décadas de 1970, 1980 e 1990, e com aproximadamente 130 milhões de álbuns vendidos em todo o mundo, é considerada uma das mais importantes bandas de rock de todos os tempos.
Sua carreira tem duas fases musicais diferentes. Na fase inicial com Peter Gabriel como vocalista, suas estruturas musicais complexas, instrumentação elaborada e apresentações teatrais tornaram-na uma das bandas mais reverenciadas do rock progressivo na década de 1970. Criações clássicas da banda nesse período incluem a canção de 23 minutos "Supper's Ready" do álbum Foxtrot de 1972, além do álbum conceitual de 1974 The Lamb Lies Down on Broadway. Com a saída de Peter em 1975 e sendo substituído nos vocais por Phil Collins, no final da década de 70 e a partir dos anos 80, sua música tomou um caminho distinto em direção ao pop, tornando-a mais acessível para a cena musical.
Em 18 de outubro de 2006, a BBC anunciou que os membros do Genesis, incluindo Phil Collins, Mike Rutherford e Tony Banks, aceitaram reunir-se para uma turnê mundial e explorando a possibilidade de gravação de um novo material.

## História

### Era Peter Gabriel

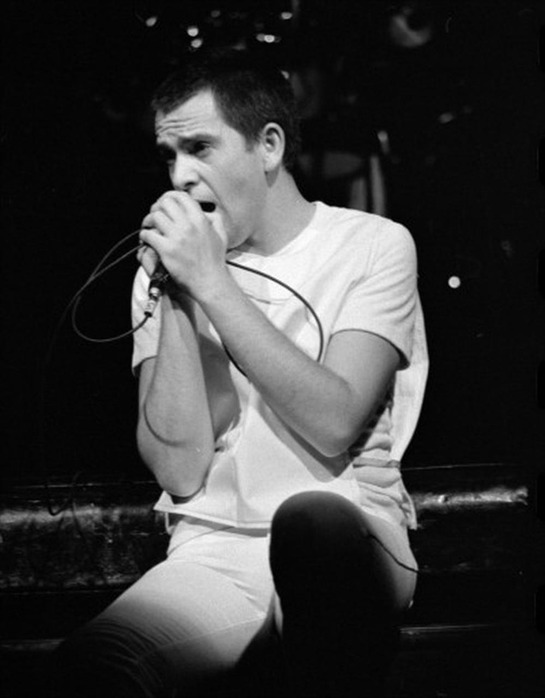
A presença marcante de Peter Gabriel nos palcos foi um dos fatores de sucesso da primeira fase da banda. Na foto, o músico em concerto, 1978.

O Genesis gravou o seu primeiro álbum From Genesis to Revelation em 1968 depois de fazerem um acordo com Jonathan King, um compositor e produtor que teve um single de êxito na altura chamado "Everyone's gone to the moon". A banda gravou uma série de músicas reflectindo o estilo pop leve dos Bee Gees, de quem King era grande admirador, tendo King juntado estas músicas num pseudo álbum conceptual juntando-lhe arranjos de cordas. O álbum foi um terrível fracasso e a banda sentindo-se manipulada por King disse-lhe que se tinham separado, de modo a conseguirem quebrar o contrato que tinham com ele. Até hoje King é abominado pela banda e seus fãs, por dizer que foi ele quem deu nome ao grupo e por ter sempre tentado ganhar os direitos do primeiro álbum para regravação.
A marcha dos Genesis continuou, tocando onde conseguiam. Acabaram por fazer outro contrato com a Charisma Records. Devido às actuações ao vivo a banda começou a ser conhecida por melodias hipnóticas, que eram muitas vezes também escuras, assombradas e com uma sonoridade medieval. Anthony Philips deixou a banda em 1970 a seguir ao lançamento de Trespass devido a episódios de medo do palco e uma pneumonia que o afastou do grupo por pouco tempo, mas suficiente para perder de vez o ritmo com os demais membros. A partida de Phillips foi bastante traumática para Banks e Rutherford que, devido a Phillips ser um membro fundador, tinham dúvidas sobre se deveriam ou não continuar sem ele. Eventualmente os restantes membros reuniram-se renovando o compromisso com os Genesis e afastando o baterista John Mayhew no acordo, segundo fontes não confirmadas, devido ao estilo exagerado de tocar. Steve Hackett e Phil Collins juntaram-se ao grupo após terem respondido a anúncios no Melody Maker e realizado audições com sucesso. Em 1971 editam Nursery Cryme.
Em 1972 é editado o álbum Foxtrot que continha a faixa de 23 minutos "Supper’s read" e "Watcher of the skies" inspirado em Arthur C. Clarke; a reputação dos Genesis como compositores e intérpretes sai solidificada. A presença em palco extravagante e teatral de Peter Gabriel, que envolvia numerosas mudanças de vestuário e histórias surreais contadas como introdução para cada música, fizeram da banda uma das mais faladas no princípio dos anos 1970, principalmente no que dizia respeito a espectáculos ao vivo. Selling England by the Pound, editado em 1973, é aplaudido tanto pela crítica como pelos fãs, por quem é normalmente considerado como o seu melhor trabalho. Clássicos como "Firth of Fifth" e "Cinema Show" seriam peças fundamentais nos concertos da banda durante muitos anos. A banda depressa se aventurou num projecto muito mais ambicioso, o álbum conceptual The Lamb Lies Down on Broadway, que foi editado em Novembro de 1974.

### Era Phil Collins

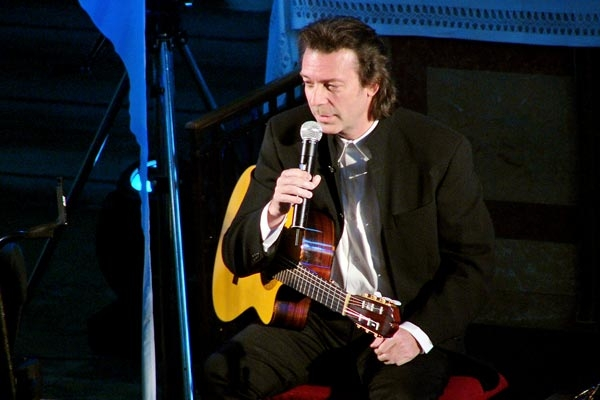
Steve Hackett deixou o Genesis em 1977. Na foto, o músico em 2005.

Peter Gabriel deixou a banda em 1975 a seguir à digressão de divulgação de The Lamb Lies Down in Broadway, por se sentir cada vez mais separado da banda, tendo o seu casamento e o nascimento do primeiro filho ajudado a aumentar essa tensão pessoal. Os outros membros do grupo escreveram praticamente todas as músicas do álbum, tendo Gabriel limitado-se a escrever a história e as letras sozinho. O primeiro álbum solo de Gabriel, Peter Gabriel I de 1977 continha "Solsbury hill", uma alegoria à sua saída dos Genesis.
Após considerarem vários substitutos para Gabriel, decidiram que Phil Collins iria substituí-lo, mudando assim a forma da banda de um quinteto para um quarteto. Para surpresa de muita gente, Collins provou ser o vocalista ideal para a banda, já que havia quem achasse que a banda cairia na miséria sem Peter Gabriel. A Trick of the Tail e Wind and Wuthering, editados com um ano de intervalo um do outro, foram bem recebidos na generalidade, demonstrando que os Genesis afinal eram mais do que uma banda de suporte do seu ex-líder. Bill Bruford, acabado de sair dos King Crimson, juntou-se ao grupo na digressão de 1976 como baterista e mais tarde, Chester Thompson (veterano dos Weather Report e de Frank Zappa) tomaria conta da bateria nos concertos, deixando Collins livre para o vocal.
Em 1977 Steve Hackett deixou o grupo. Rutherford assumiu as guitarras ao seu estilo, mas para os shows foi contratado o guitarrista Daryl Stuermer, unindo-se a Thompson como membro permanente nas turnês. A saída de Hackett reflectiu no título do álbum seguinte And Then There Were Three, pois o grupo passara a ser um trio. Este álbum iniciou também outra grande alteração, com a banda a afastar-se das músicas longas e a entrar no formato mais curto e amigável para as rádios; este álbum conseguiu o primeiro single de êxito nos Estados Unidos com "Follow you follow me". Seguiu-se Duke que atingiu a platina e que trouxe mais dois grandes êxitos para a banda, "Turn it on again" e "Misunderstanding". O êxito dos Genesis nos anos 1980 estava assegurado, embora muitos fãs da era Gabriel se sentissem alienados. Cada álbum tornava-se mais e mais comercial e as audiências aumentavam na mesma proporção.
Os concertos da banda aumentaram consideravelmente devido à sua aderência à tecnologia de ponta. Os Genesis foram a primeira banda a usar "Vari*Lites", ecrãs gigantescos e o sistema de som "Prism", todos eles agora, objetos normais em qualquer grande espectáculo.
Dois anos depois de lançar Abacab, em 1981, o álbum Genesis ainda trazia algumas composições próximas no progressivo como "Mama" e "Home by the Sea", esta conhecida pelas duas versões, uma delas totalmente instrumental. Em 1986 é lançado Invisible Touch, até então o maior sucesso de vendas do público, com mais de 20 milhões de cópias vendidas. Músicas como "Invisible Touch", "Tonight Tonight Tonight", a romântica "In too Deep" e "Throwing It All Away" pegam de assalto as paradas de sucessos de todo o mundo, além do bem-sucedido videoclipe de "Land of Confusion" na MTV. Nos fins dos anos 1980 e princípios dos anos 1990, a banda tocava regularmente em grandes estádios por todo o mundo e em julho de 1987, tornaram-se mesmo os primeiros a tocar quatro noites seguidas no estádio de Wembley. O álbum We Can't Dance é lançado em 1991 seguido de exposição maciça na MTV graças aos sucessos "I Can't Dance", "Jesus He Knows Me" e "No Son Of Mine", além de gigantesca turnê em 1992. O nome do álbum, segundo a banda, foi uma auto-sátira fazendo referência à concorrência despropositada que tinham nas paradas de sucesso frente ao fenômeno das boy bands que dominavam o cenário. Embora Invisible Touch seja o disco mais emblemático dos Genesis, We Can't Dance terminou por ser o mais vendido e detém a 77ª posição entre os álbuns com maior número de vendas no mundo.

### Era Ray Wilson

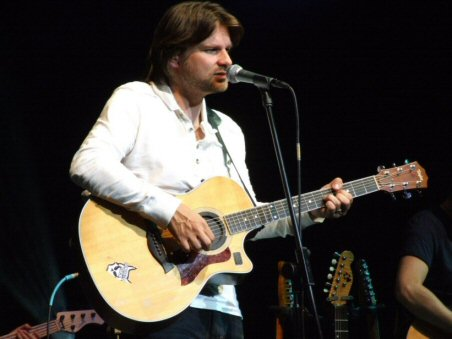
Com a saída de Collins, Ray Wilson é escolhido para o substituir. Na foto, o músico em concerto, 2006.

Desde que lançou seu álbum Face Value em 1981, Collins tornou-se uma super estrela, ao manter paralelamente uma enorme carreira a solo, na produção, como actor televisivo, designadamente na série Miami Vice, tocando bateria como convidado em digressões de Robert Plant e Eric Clapton, fazendo-o ter cada vez menos tempo para os Genesis. Muitos terão visto o dobrar dos sinos da banda quando Collins abandonou oficialmente o grupo em 1996. Banks e Rutherford continuaram e elegeram o ex-Stiltskin Ray Wilson para o substituir. O álbum Calling All Stations vendeu bem em toda a Europa mas não teve grande sucesso nos Estados Unidos, onde o hip-hop, o rock alternativo e o teen pop suplantavam o rock clássico nas tabelas de vendas. Por este motivo o grupo cancelou uma digressão que estava planeada para esse país.
Para todos os efeitos a banda dispersou-se, mas os seus membros individualmente continuaram a manter contatos regulares e não puseram de parte a eventualidade de uma reunião. Tony Banks diz que a banda está a descansar, e Collins, que entretanto começou a perder a audição de um ouvido, diz estar esperançado que a formação original, incluindo Gabriel, possa vir a tocar juntos outra vez.
A formação clássica gravou em 1999 uma nova versão de "Carpet crawlers" (embora o tivessem feito separadamente) para um Greatest Hits, e a maioria dos membros originais envolveram-se na edição de Archive, uma compilação em duas caixas de CDs.

### Reunião da banda

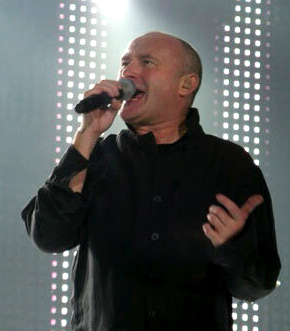
Phil Collins em concerto, 2005.

Alguns pronunciamentos de Collins, Hackett e Gabriel no final de 2005 sobre um provável retorno do grupo e um encontro entre os membros da banda na Suíça em janeiro de 2006 estimularam as especulações dos fãs do grupo acerca de um possível regresso. Apesar de um desmentido da produtora da banda sobre esse fato, rumores sobre uma possível reunião em meados de 2007 circularam na internet durante quase todo o ano de 2006.
Após muita especulação sobre a reunião, Tony Banks, Phil Collins e Mike Rutherford anunciaram a turnê de reunião "Turn It On Again" em 7 de novembro de 2006, quase 40 anos após a formação da banda. Foi confirmado que a primeira parte da turnê seria na Europa, em 12 países, começando em Helsinque, Finlândia em junho de 2007 e terminou em Roma, Itália em julho. A turnê então seguiu para os Estados Unidos para mais 20 concertos, encerrando-se em outubro de 2007.
A ideia original era reunir também Peter Gabriel e Steve Hackett e executar a turnê para The Lamb Lies Down on Broadway. A princípio, Peter Gabriel aceitou o convite para apresentar-se, mas não gostaria de comprometer-se com a turnê, o que acabou levando a sua saída da reunião. Hackett também recusou o convite mas mantém boas relações com o resto da banda. Em seu sítio oficial o músico expressa, inclusive, desejo de sucesso na reunião do Genesis. Diante disso, a formação da turnê foi a que vem se repetindo desde 1978: Phil Collins (voz e bateria), Tony Banks (teclados e vocais), Mike Rutherford (baixo, guitarras e vocais), Daryl Stuermer (guitarras, baixo e vocais) e Chester Thompson (bateria e sampler).
Seguindo o embalo da volta aos palcos, a banda e o produtor Nick Davis relançaram álbuns antigos em 2007 no formato box-set pela Virgin Records, de Trespass a Calling All Stations, no formato 5.1. Um DVD também terá material extra incluindo vídeos promocionais e novas entrevistas sobre o período de lançamento de cada álbum presente.
Em 2008 foi lançado um DVD duplo com o show ocorrido em Roma, no encerramento da turnê europeia. Ele mescla sucessos da formação clássica ("In The Cage", "Afterglow", "Cinema Show", "The Carpert Crawlers", "Los Endos", etc.) com os êxitos comerciais dos anos 80 e 90 ("Land of Confusion", "Invisible Touch", "No Son of Mine", etc.).
Em março de 2020 a banda retoma as atividades e anuncia uma turnê europeia, o anúncio foi feito através das redes sociais dos integrantes oficiais. Contudo, as datas das apresentações, que a princípio seriam em novembro e dezembro de 2020, foram adiadas devido à pandemia de COVID-19. Novas datas foram marcadas para os meses de setembro a dezembro de 2021. Essa turnê deverá ser a última da banda, e Phil Collins chegou a afirmar que a banda não iria mais continuar depois de 2021. Não obstante, mais datas foram confirmadas para 2022, com shows a serem realizados na Alemanha, na França e nos Países Baixos. A última apresentação da banda foi em Londres, em 26 de março de 2022. Nesse dia, Phil Collins anunciou que não irá mais fazer shows.
Em 3 de março de 2023, é lançado a box set BBC Broadcasts, trazendo as gravações da banda por três décadas, entre 1970 até 1998.

### Trabalhos relacionados
- 1975 — Voyage of the Acolyte é um álbum a solo de Steve Hackett, mas para muitos é quase um álbum do Genesis. Participam Hackett, Mike Rutherford e Phil Collins juntamente com John Hackett (flauta, sintetizador ARP, sinos), Nigel Warren-Green (violoncelo), Robin Miller (oboé, corne inglês), John Acock (mellotron, acordeão, piano) John Gustafson (baixo) e Sally Oldfield (voz).

## Inspiração e influências
Uma ampla variedade de estilos musicais influenciaram a banda, desde a música clássica ao rock e ao jazz. Tony Banks inspirava-se em Alan Price do The Animals, citando que ele foi a primeira pessoa que me fez tomar conhecimento do órgão no contexto do rock. Outros organistas influentes para Banks incluem Matthew Fisher (Procol Harum). Influências clássicas incluem Rachmaninov, Ravel, Mahler e Shostakovich.
Vários contemporâneos como The Beatles, The Rolling Stones e Simon & Garfunkel também afetaram o som da banda. Collins citou Buddy Rich e Mahavishnu Orchestra, enquanto a carreira anterior de Gabriel com o Genesis foi influenciada pela música de Nina Simone e King Crimson. Os arranjos musicais do primeiro álbum From Genesis to Revelation foram influenciados pelo trabalho de Moody Blues, Family e Bee Gees.
Como um grupo que influenciou o crescimento do movimento rock progressivo, o Genesis vem sendo citado como uma influência para várias outras bandas do estilo como Camel, Kansas, Redrick Sultan, It Bites, IQ, Happy the Man, Marillion, Opeth, Ange e Goblin. Várias bandas de tributo como Re-Genesis, The Musical Box e In the Cage foram criadas para apresentar materiais antigos da banda da era Peter Gabriel.
Phil Collins foi o primeiro artista a fazer um cover de uma canção do Genesis, "Behind The Lines", incluída como terceira faixa de Face Value. Durante apresentações solo, Gabriel executou The Lamb Lies Down on Broadway e Back in NYC enquanto Hackett apresentou "In That Quiet Earth", "Los Endos", "Horizons" e "Blood On The Rooftops". Hackett também apresentou "I Know What I Like (In Your Wardrobe)" em turnês solo e com o supergrupo GTR em 1986. Ray Wilson realizou o maior número de canções da banda durante concertos solo. Em seus dois álbuns solo ao vivo, Live e Life and Acoustic, podem ser encontradas "Carpet Crawlers", "Follow you Follow me", "I Can't Dance", "The Lamb Lies Down on Broadway", "No Son of Mine", "Shipwrecked" e "Mama". Jeff Buckley retrabalhou em "Back in NYC" em um álbum póstumo lançado em 1998, Sketches for My Sweetheart the Drunk. A banda sueca de death metal In Flames fez um cover de "Land of Confusion" no seu EP Trigger, assim como o Disturbed em Ten Thousand Fists. Houve, também, um cover de "Mama" da banda brasileira de power metal, Angra.

## Capas de álbuns
As capas de álbuns do Genesis incorporaram uma arte complexa para refletir os temas presentes nas composições. Seu primeiro álbum, From Genesis to Revelation era todo preto com o texto Genesis escrito em uma fonte gótica e verde no topo à esquerda. as capas foram modificas ao longo dos lançamentos. Os três álbuns seguintes tiveram suas capas desenvolvidas pelo artista gráfico Paul Whitehead (da Charisma Records). A capa de Foxtrot é talvez a mais popular entre os fãs; é mostrada uma figura feminina em um vestido vermelho e com uma cabeça de raposa. Whitehead alegou em entrevista que a inspiração para a personagem surgiu na canção "Foxy Lady" de Jimi Hendrix. Após Whitehead mudar-se para Los Angeles, o Genesis assinou com a famosa agência Hipgnosis, cujos artistas haviam criado capas conceituadas, como The Dark Side of the Moon do Pink Floyd e Houses of the Holy de Led Zeppelin. A primeira capa da Hipgnosis para a banda foi para The Lamb Lies Down on Broadway, contanto pela primeira vez com um modelo masculino, representando o personagem "Rael", protagonista da história do álbum.
No resto da década de 1970, vários artistas da Hipgnosis contribuíram com capas para os álbuns de estúdio do Genesis. A capa de Trick of the Tail é uma representação de vários personagens no álbum. A começar por Duke, os álbuns da banda apresentavam caricaturas desenvolvidas pela Bill Smith Studios. O álbum mais famoso da banda, Invisible Touch, apresentava a arte de Assorted Images, previamente desenvolvidas para capas de álbuns de Duran Duran e Culture Club. A capa de We Can't Dance apresenta o trabalho de Felicity Bowers. As capas de Calling All Stations e da compilação Turn It on Again: The Hits foram desenvolvidas pela Wherefore Art?.

## Críticas
As raízes do rock progressivo tornaram o Genesis diferente de seus contemporâneos do rock, como Led Zeppelin ou Black Sabbath. Inclusive, um artigo na Q trata de um quadrinho de 1977 de Ray Lowry de fãs "adormecidos, moribundos, [ou] comatosos com o nome da banda mostrado em uma cartaz sobre o palco, onde se lê "GENESNOOZE".
Muito do criticismo com a banda na década de 1970 era centrado por volta de todo o rock progressivo no geral, que para muitos era considerado "intelectual" e "pretensioso". As aparições teatrais de Gabriel eram consideradas incoerentes para muitos fãs do rock, inclusive para alguns fãs da banda. Isso foi exemplificado nas apresentações ao vivo de suporte do último álbum com o vocalista na banda, The Lamb Lies Down on Broadway, desenvolvido independentemente por Gabriel; é uma obra difícil de se entender e aceitar, o que causou atrito com os outros membros do Genesis.
A transição da banda de tocar longas e complexas composições para um material mais compacto e comercial também não foi bem recebido pela crítica. Uma revisão de And Then There Were Three relatou "em resumo, esta composição é sombra mais pálida das realizações anteriores do grupo. O prejuízo não é somente irreversível, foi largamente endossado: ...And Then There Were Three... é o primeiro disco de ouro do Genesis nos Estados Unidos". Phil Collins é geralmente criticado pela transformação da banda do rock progressivo para o rock comercial e pop, num estilo muito similar ao que ele desenvolveu em sua carreira solo.

## Integrantes
| - Tony Banks — teclados, guitarra e vocal de apoio (1967–1998; 2006–2007; 2020-2022) - Mike Rutherford — baixo, guitarra e vocal de apoio (1967–1998; 2006–2007; 2020-2022) - Phil Collins — bateria, vocal principal e de apoio (1971–1996; 2006–2007; 2020-2022) Músicos de apoio ao vivo - Chester Thompson — bateria e percussão (1976–1993; 2006–2007; 2020-2022) - Daryl Stuermer — guitarra, baixo e vocal de apoio (1978–1993; 2006–2007) | - Peter Gabriel — vocal, flauta e percussão (1967–1975) - Anthony Phillips — guitarra e vozes (1967–1970) - Chris Stewart — bateria (1967–1968) - John Silver — bateria (1968–1969) - John Mayhew — bateria e percussão (1969-1970; morreu em 2009) - Mick Barnard — guitarra (1970-1971) - Steve Hackett — guitarra (1971–1977) - Ray Wilson — vocal e guitarra acústica (1997–1998) Ex-músicos de apoio - Ronnie Caryl — guitarra (1971) - Bill Bruford — bateria e percussão (1976) - Nick D'Virgilio — bateria e percussão (1997) - Nir Zidkyahu — bateria e percussão (1997–1998) - Anthony Drennan — guitarra e baixo (1997-1998) |

## Discografia

### Álbuns de estúdio
- 1969 — From Genesis to Revelation
- 1970 — Trespass
- 1971 — Nursery Cryme
- 1972 — Foxtrot
- 1973 — Selling England by the Pound
- 1974 — The Lamb Lies Down on Broadway
- 1976 — A Trick of the Tail
- 1976 — Wind and Wuthering
- 1978 — ...And Then There Were Three
- 1980 — Duke
- 1981 — Abacab
- 1983 — Genesis
- 1986 — Invisible Touch
- 1991 — We Can't Dance
- 1997 — Calling All Stations

### Álbuns ao vivo
- 1973 — Genesis Live
- 1977 — Seconds Out
- 1982 — Three Sides Live
- 1987 — Live at Wembley Stadium
- 1992 — The Way We Walk, Vol. 1: The Shorts
- 1992 — The Way We Walk, Vol. 2: The Longs
- 2007 — Live Over Europe 2007

### Compilações
- 1998 — Genesis Archive - 1967-1975
- 1999 — Turn It On Again - The Hits
- 2000 — Genesis Archive #2 - 1976-1992
- 2004 — The Platinum Collection
- 2007 — Turn It On Again - The Hits: Tour Edition

## Videografia
- 1976 — Genesis in Concert - Lançado em VHS, CD e DVD (na versão remasterizada de A Trick Of The Tail).
- 1982 — Three Sides Live - Lançado em VHS e LD.
- 1984 — The Mama Tour - Lançado em VHS e LD.
- 1988 — Invisible Touch Tour - Lançado em VHS, LD e DVD (como Live at Wembley Stadium).
- 1992 — The Way We Walk - Live in Concert - Lançado em VHS, LD e DVD.
- 2001 — The Genesis Songbook - Lançado em DVD.
- 2005 — The Video Show - Lançado em DVD.
- 2008 — When In Rome 2007 - Lançado em DVD.